# Rhipidia (Rhipidia) gracilirama
Rhipidia (Rhipidia) gracilirama is een tweevleugelige uit de familie steltmuggen (Limoniidae). De soort komt voor in het Neotropisch gebied.